# Owczy Żleb (Dolina Rybiego Potoku)

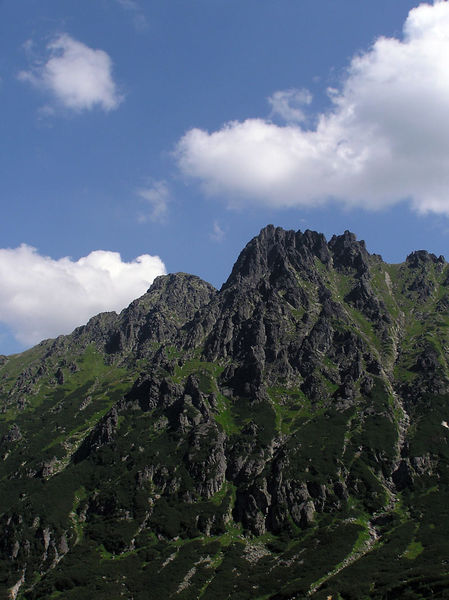
Żabia Czuba, Żabi Szczyt Niżni, Marusarzowa Przełączka, Marusarzowa Turnia, Owcza Przełęcz i poniżej niej Owczy Żleb widziane znad południowego brzegu Morskiego Oka

Owczy Żleb (niem. Schäferschlucht słow. Ovčí žľab, węg. Juhász-szakadék) – szeroki żleb w masywie Żabiej Grani, w polskich Tatrach Wysokich, opadający z Owczej Przełęczy do Kotła Morskiego Oka.
Górna część żlebu jest szeroka, częściowo piarżysta, częściowo trawiasta. Na wysokości około 1750 m żleb zwęża się. Na tym odcinku znajdują się w nim trzy progi położone blisko siebie. Najwyższy i najbardziej stromy jest dolny. Około 150 m poniżej niego żleb staje się szeroki i płytki, o dnie zbudowanym z gładkich płyt. Zimą powstają tutaj lodospady o długości do 70 m i deniwelacji do 50 m. Ich nachylenie miejscami dochodzi do pionowego. Począwszy od lat 70. XX wieku na lodospadach tych trenowali lodowi wspinacze. W ścianach nad prawym górnym końcem lodospadu zamontowali stałe haki używane do asekuracji. Poniżej tego odcinka głęboko wcięte koryto żlebu opada w gąszczu kosodrzewiny. Ma kamieniste dno z kilkoma progami. Żleb uchodzi nad brzegiem Morskiego Oka w jego południowo-wschodnim zakolu. Znoszony przez żleb skalny materiał utworzył w Morskim Oku niewielki półwysep.
Podejście Owczym Żlebem na Owczą Przełęcz było najdogodniejszą drogą łączącą Dolinę Rybiego Potoku i Dolinę Żabich Stawów Białczańskich, a także najłatwiejszym sposobem wejścia na szczyt Żabiego Szczytu Niżniego od strony Morskiego Oka. Od dawna chodzili tędy juhasi, natomiast pierwszego znanego przejścia turystycznego dokonali Janusz Chmielowski, Károly Jordán, Adam Kroebl, Stanisław Krygowski, Tadeusz Łopuszański oraz przewodnicy Jakub Bachleda, Klemens Bachleda, Jan Karpiel, Jędrzej Marusarz Jarząbek i Jan Stopka Ceberniak młodszy 26 lipca 1905 r. Zimą pierwsi przeszli Owczym Żlebem Józef Lesiecki i Józef Oppenheim 5 lutego 1914 r.
Nazwa żlebu wiąże się z wypasem owiec, który dawniej miał miejsce w jego górnej, trawiastej części oraz na bocznych upłazach. W okolicy znajdują się też inne podobne nazwy: po południowej stronie Owczej Przełęczy wznoszą się Owcze Turniczki, poniżej których, na południe od Owczego Żlebu, rozciąga się Owczy Upłaz.
Równolegle do Owczego Żlebu, tuż na północ od niego, w stronę Morskiego Oka opada Marusarzowy Żleb. Łączą się one na wysokości Czarnego Stawu pod Rysami i jako jeden Owczy Żleb uchodzą do Morskiego Oka. W dolnej części ku stawowi płynie zanikający potok.
Obecnie Owczy Żleb położony jest na obszarze ochrony ścisłej i nie prowadzą nim żadne szlaki turystyczne, znajduje się także poza rejonem dopuszczonym do uprawiania taternictwa. U jego ujścia przebiega czerwony szlak okrążający Morskie Oko.